# Вспомогательные материалы
Вспомогательные материалы — материалы, необходимые для процесса производства, но не входящие в вещественной форме в конечный продукт. Вспомогательные материалы необходимы для обеспечения технологического процесса — обеспечения работы оборудования и других технологических нужд: смазки, рабочие жидкости, защитные материалы, катализаторы, тара и так далее.
Не существует строгого разделения между материалами на вспомогательные и основные. Один и тот же материал может быть основным в одном производстве и вспомогательным в другом. К примеру, древесина в производстве мебели является основным материалом, а в литейном производстве — вспомогательный материал, используемый для создания литейных форм. Основным признаком отнесения материала к вспомогательным является его отсутствие в составе готового изделия. Также не следует путать вспомогательные материалы с отходами, поскольку отходы образуются в результате обработки (переработки) основных материалов.

## Нормирование вспомогательных материалов
Количество вспомогательных материалов, необходимых для выпуска некоторого объёма готовой продукции, нормируется нелинейно (в отличие от основных материалов), поскольку например, смазочно-охлаждающие жидкости для механической обработки металлов убывают не только естественным путем в процессе работы технологического оборудования, но и имеют срок годности, после которого полностью заменяются на новые, не смотря на время работы оборудования.